# Selang (Wonosari)
Selang is een bestuurslaag in het regentschap Gunung Kidul van de provincie Jogjakarta, Indonesië. Selang telt 4040 inwoners (volkstelling 2010).